# Piotr Wirth
Brat Jakub (właściwie Piotr Wirth) (ur. 15 października 1830 w Niederbreitbach (Nadrenia-Palatynat), zm. 28 marca 1871 w Hausen).
Był czwartym dzieckiem małżeństwa Theodora i Katarzyny Wirth. Jego ojciec był pasterzem a matka prowadziła małą karczmę. Jako dziewięcioletnie dziecko Piotr utracił ojca, a w wieku dziesięciu lat został sierotą. Przez tę tragedię rodzina została biedna i rozdzielona. Piotr znalazł miejsce u swego ojca chrzestnego, który był wiejskim nauczycielem w Niederbreitbach. Z upływem lat ojciec chrzestny przyjął Piotra do szkoły jako asystenta, jednak z powodów finansowych Piotr nie mógł uczęszczać do seminarium nauczycielskiego. 

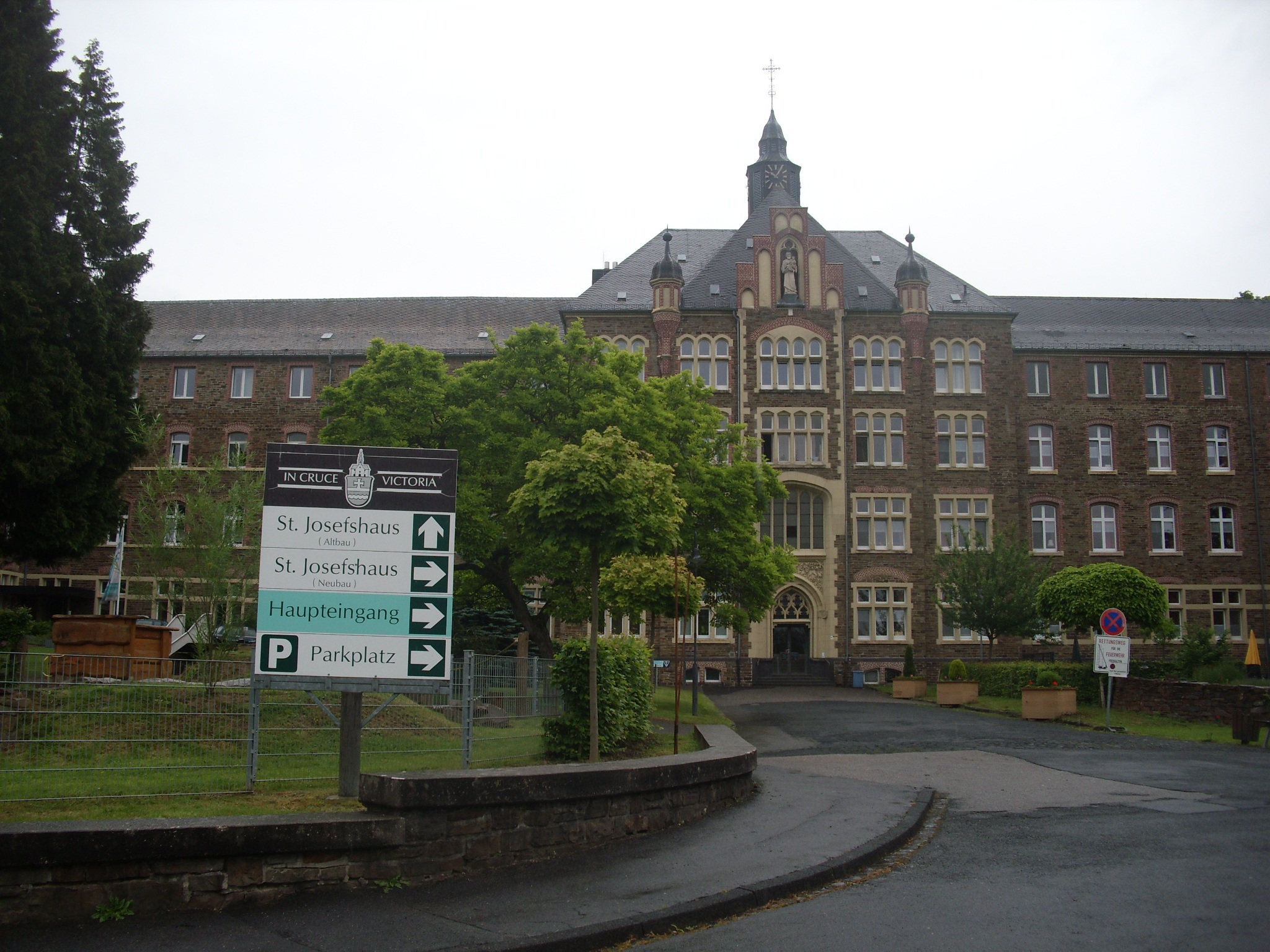
Dom św. Józefa w Hausen

Z biegiem czasu rozpoczął naukę jako szewc. Dołączył do III Zakonu św. Franciszka, czuł coraz mocniejsze powołanie do stanu zakonnego. Z tego względu założył latem 1854 roku wraz ze swoim przyjacielem - wspólnotę pobożnych rzemieślników, którzy własną pracą żywili sieroty, wychowywali i kształcili je. W roku 1862 mógł przy pomocy proboszcza Gomm i pozwoleniem biskupa w Trewirze założyć Zgromadzenie Braci Franciszkanów od św. Krzyża. Podczas pielęgnacji chorych na ospę zaraził się sam i zmarł 28 marca 1871 roku. Jego kości spoczywają dzisiaj w wieży kościelnej domu św. Józefa w Hausen. Do dziś bracia Franciszkanie zajmują się pracą w domach charytatywnych dla osób starszych i chorych, upośledzonych i biednych.